# 鈴木忠吉

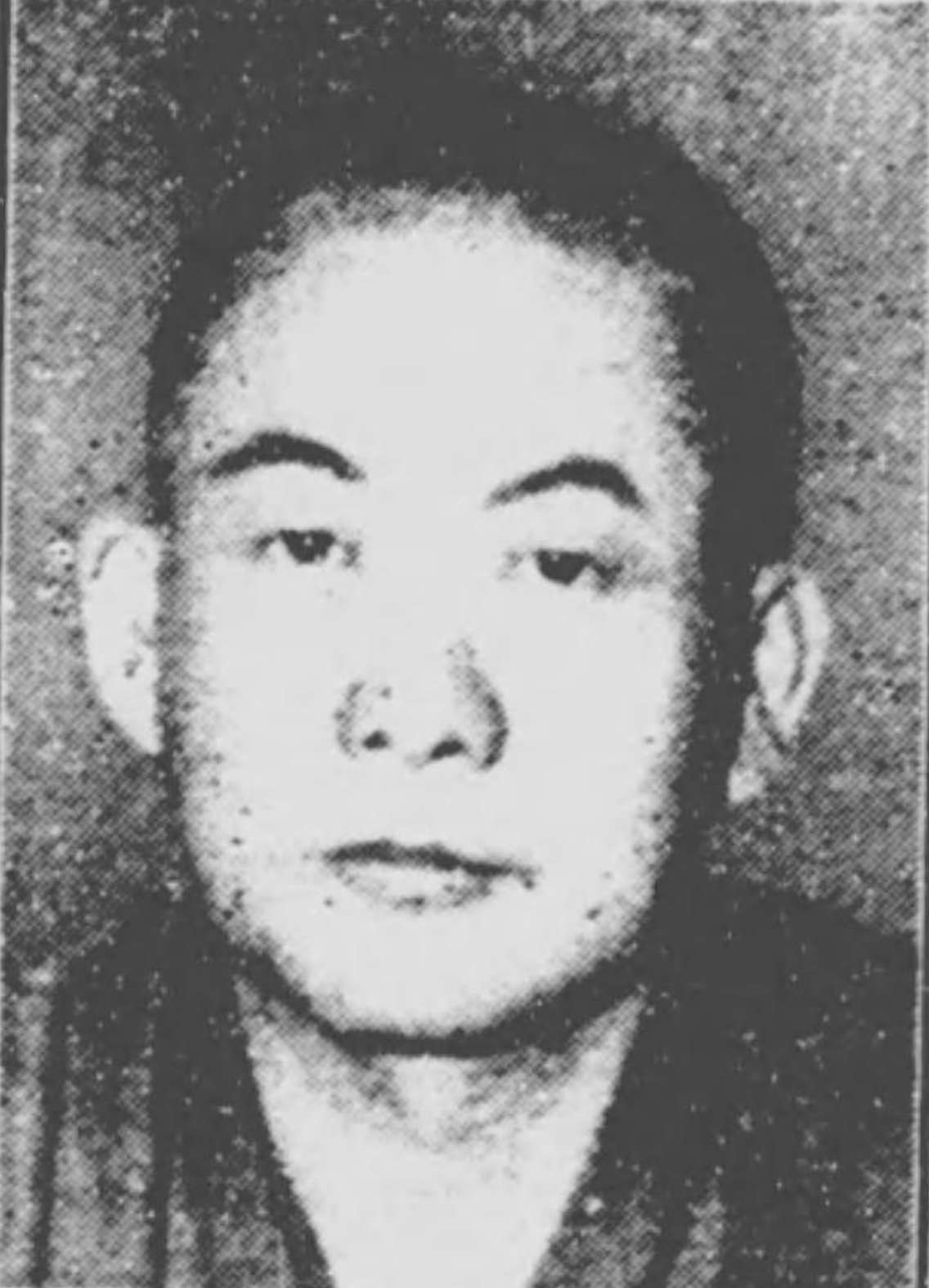
鈴木忠吉

鈴木 忠吉（すずき ちゅうきち、1895年（明治28年）12月9日 - 1962年（昭和37年）1月25日）は、昭和時代の政治家。実業家。衆議院議員。静岡県賀茂郡下田町長。大日本帝国陸軍軍人。最終階級は陸軍中尉。

## 経歴
静岡県賀茂郡下田町（現・下田市）に生まれる。自宅は、江戸時代から続く廻船問屋「雑忠(さいちゅう)」。父も明治末期と大正初期に当時の下田町長をつとめている。賀茂郡立中学豆陽学校を経て、慶應義塾大学部理財科に学ぶ。
下田町会議員、同町長（在任:1935年（昭和10年）2月 - 1936年（昭和11年）4月）を歴任。ほか、全国貨物自動車運送事業組合理事、同静岡県組合理事長、下田船渠、東海自動車各取締役、東海パルプ、伊豆合同電気各監査役、伊豆通運、東海自動車各社長を務めた。
1942年（昭和17年）4月の第21回衆議院議員総選挙において静岡県第2区から翼賛政治体制協議会の推薦を受けて出馬し当選。議員在職中は人事調停、金銭債務調停、臨時戦時調停の各委員会の委員、大政翼賛会静岡県支部常務委員、翼賛会政調幹事鉄道委員をそれぞれ務めたが、終戦後、公職追放処分により1期目の途中で辞職した。